# Heptathela hangzhouensis
Heptathela hangzhouensis Chen, Zhang & Zhu, 1981 è un ragno appartenente al genere Heptathela della famiglia Liphistiidae.

## Etimologia
Il nome deriva dal greco ἐπτά, heptà, cioè 7, ad indicare il numero delle ghiandole delle filiere che possiedono questi ragni, e dal greco θηλή, thelè, che significa capezzolo, proprio ad indicare la forma che hanno le filiere stesse.
Il nome proprio deriva dalla città cinese di Hangzhou, nei cui pressi è rinvenuta, e dal suffisso latino -ensis, che significa: presente, che è proprio lì.

## Caratteristiche
Ragno primitivo appartenente al sottordine Mesothelae: non possiede ghiandole velenifere, ma i suoi cheliceri possono infliggere morsi piuttosto dolorosi.
Possiede due paia di spermateche: il ricettacolo principale è situato in posizione più mediana, le spermateche mediane sono spostate posteriormente e situate alla base dei ricettacoli principali.

## Distribuzione
Rinvenuta nei dintorni della città cinese di Hangzhou, nella provincia orientale di Zhejiang.